# Москва-Сіті (платформа, МЦД-4)
Москва-Сіті (до 31 березня 2024 — Тестовська) — зупинний пункт на сполучній лініїКиївського та Смоленського напрямків МЗ у Москві, також входить до складу маршруту МЦД-4 Московських центральних діаметрів.
Відкрито 9 вересня 2023 року.

## Історія
Підготовчі роботи на місці майбутнього зупинного пункту почалися в грудні 2018 року. Про початок будівництва платформи було офіційно оголошено 26 лютого 2020 року. Будівництво станції було завершено в день її відкриття 9 вересня 2023 року. Відкриття північного вестибюля відбулося 5 квітня 2024 року.

## Опис
Зупинний пункт розташований на естакаді, висота якої в найвищій точці досягає 35 м, і містить у собі дві бічні платформи. Були побудовані криті переходи на станцію МЦК «Діловий центр» (нині — «Москва-Сіті») і станцію метро «Міжнародна» (нині — «Москва-Сіті»), а також організовано перехід на платформу Тестовська Білоруського напрямку. Споруду оформлено в сучасному стилі.

## Пересадки
- Міжнародна,
- Діловий центр
- Тестовська